# Eschbourg
 Eschbourg (en alsacià Eschburi) és un municipi francès, situat a la regió del Gran Est, al departament del Baix Rin. L'any 1999 tenia 499 habitants. Limita al nord-est amb la Petite-Pierre, a l'est amb Neuwiller-lès-Saverne, al sud-est amb Eckartswiller, al sud-oest amb Vilsberg i Pfalzweyer, i al nord-oest amb Schœnbourg i Lohr.
Forma part del cantó d'Ingwiller, del districte de Saverne i de la Comunitat de comunes de Hanau-La Petite Pierre.

## Demografia
| 1962 | 1968 | 1975 | 1982 | 1990 | 1999 |
| ---- | ---- | ---- | ---- | ---- | ---- |
| 685  | 686  | 626  | 574  | 522  | 499  |

## Administració
| Període   | Identitat    | Partit |
| --------- | ------------ | ------ |
| 2001-2008 | Edouard Jung |        |
| 2008-     | Danny Oster  |        |